# Gardien de refuge
 (avril 2013).
Un gardien de refuge est une personne chargée de gérer un refuge de montagne.

## France

### Missions
Les gardiens d'un refuge sont chargés de gérer le refuge, d'effectuer son entretien courant, d'accueillir le public et d'assurer la préparation et le service des repas. Ils ont également pour missions de conseiller les alpinistes et randonneurs sur les itinéraires et les conditions de la montagne et de collaborer avec les services de secours et de météo,. Ces gardiens préparent des repas et proposent des boissons sept jours sur sept, comme dans un restaurant, avec cependant un choix limité puisqu'il n'est pas toujours aisé de transporter les denrées jusqu'au refuge. Le ravitaillement y est effectué en hélicoptère ou montés à dos d'homme. Mais Nicolas Raynaud président de la FFCAM précise qu'« il ne s'agit pas de faire des hôtels d'altitude ». Ils assurent aussi le réveil des randonneurs et alpinistes souvent très tôt le matin. Certains refuges ne sont pas gardés, par exemple dans des zones éloignées ou durant l'hiver, mais il reste normalement possible d'y accéder. L'accès peut être alors limité à la salle dite hors-sac, ou conditionné à la prise des clés auparavant dans la vallée.
Les principaux propriétaires de refuge sont les communes, les parcs nationaux et la FFCAM. 

### Formation
Il existe une formation au métier de gardien de refuge : le diplôme universitaire gardien de refuge délivré par l'Université Toulouse 2 - Jean Jaurès. L'ISTHIA — Institut supérieur du tourisme de l'hôtellerie restauration — de Foix (anciennement CETIA), ainsi que l'AFRAT centre de formation basé à Autrans en Isère préparent à ce diplôme.

### Rémunération
La vaste majorité des gardiens de refuges sont des travailleurs indépendants et donc chefs de leur propre entreprise et de leurs salariés. Néanmoins la plupart des gardiens ne sont pas propriétaires du refuge qu'ils exploitent, en échange de cet usage, ils reversent un loyer et/ou une partie des nuitées ou du chiffre d'affaires.
Leurs revenus varient entre le smic et 3 000 euros mensuels pour les plus gros refuges et un nombre d'heures de travail important. Les gardiens gèrent complètement l'accueil, le couchage, la restauration, l'entretien, l'administratif et l'embauche des salariés. Ils doivent payer leurs salariés, l'approvisionnement ainsi que l'acheminement des vivres. Les contraintes de l'altitude et l'isolement font partie intégrante du travail.

### Syndicat national
En France, la plupart des gardiens sont regroupés en syndicat professionnel pour défendre leurs intérêts. En 2020, 230 gardiens sur les 350 en France étaient ainsi adhérents du Syndicat national des gardiens de refuge et gîtes d'étape. Ce syndicat est présent dans les relations avec l’État français, avec les propriétaires de refuges, les organismes de formations professionnelles et les établissements publics locaux.